# André Meyer
André Benoît Mathieu Meyer (Parigi, 3 settembre 1898 – Losanna, 9 settembre 1979) è stato un banchiere francese.

## Biografia
André Meyer nacque a Parigi in una famiglia ebraica di modesta condizione. Da ragazzo iniziò ad interessarsi al mercato azionario e all'età di diciassette anni abbandonò la scuola per un impiego come fattorino alla Borsa di Parigi. Ambizioso, utilizzò il suo tempo per studiare il complicato mercato borsistico e approfittando del fatto che molti giovani francesi erano impegnati al fronte durante la prima guerra mondiale riuscì ad ottenere un lavoro presso la piccola banca parigina Baur&Fils. Nel 1925, le sue capacità vennero notate da Raymond Philippe che lo introdusse nella banca d'affari Lazard Fréres. In pochi anni Meyer venne fatto socio, succedendo allo stesso Raymond Philippe.
Andrè Meyer creò la Societé pour la Vente à Crédit d'Automobiles, una finanziaria che alla fine degli anni Venti introdusse il concetto di finanziamento per l'acquisto di automobili. 
Nel 1927, in rappresentanza di Lazard, Meyer insieme a Paul Frantzen e Raymond Philippe entrò nel consiglio di amministrazione della casa automobilistica Citroën sull'orlo del fallimento.
Insieme ai colleghi di Lazard, Meyer elaborò un piano di ristrutturazione che salvò il gigante automobilistico dalla liquidazione. Per questo servizio reso all'industria del suo paese, gli venne conferita la Legione d'Onore dal governo francese.
Sposato e padre di due figli, Meyer e la sua famiglia lasciarono la Francia per sfuggire all'occupazione nazista durante la Seconda Guerra Mondiale. Raggiunse gli uffici di New York di Lazard insieme al presidente Pierre David-Weill. In seguito alla liberazione della Francia per mano delle forze alleate nel 1944 David-Weill decise di fare ritorno in Francia e Meyer assunse la direzione degli uffici di New York, posizione che occupò per il resto della sua vita.
André Meyer, definito da David Rockefeller come "il genio finanziario più creativo dei nostri tempi nel mondo degli investimenti bancari", divenne una delle persone più importanti del mondo economico statunitense con una grandissima influenza anche nel resto del mondo. Conosciuto anche come il "Picasso delle banche", introdusse innovative tecniche finanziarie all'economia americana del dopoguerra. Durante gli anni Sessanta Meyer è stato il principale artefice del successo di Lazard nel settore Mergers and Acquisitions degli Stati Uniti. Ha concluso prodigiosi accordi attraverso leveraged buyout per aziende come International Telephone & Telegraph Company (ITT), che crebbe fino a diventare il nono più grande gruppo industriale negli Stati Uniti.
Nonostante la grande riservatezza, André Meyer divenne consigliere della famiglia Kennedy oltre che personale amico e consigliere di Jackie Kennedy. È stato inoltre consigliere e amico di altre importanti figure pubbliche, come William Paley di CBS e Katharine Graham del Washington Post. È stato anche un confidente fidato del presidente degli Stati Uniti Lyndon Johnson.
Appassionato d'arte, mise insieme una grande collezione di opere d'arte che includeva dipinti di Claude Monet, Marc Chagall  e Pablo Picasso. Nel 1961 fece dono al MOMA di New York di un'importante opera di Paul Cézanne. In seguito alla morte di Meyer, il MOMA acquisì la sua collezione di opere del XIX secolo.
André Meyer era solito passare le vacanze presso la sua casa di Crans-sur-Sierre, nella Svizzera francese, e nel 1979, durante un soggiorno estivo, si ammalò. Morì nell'ospedale Nestlé di Losanna e fu sepolto vicino a Pierre David-Weill, caro amico e socio in affari, nel cimitero di Montparnasse a Parigi.